# 埃默爾克河

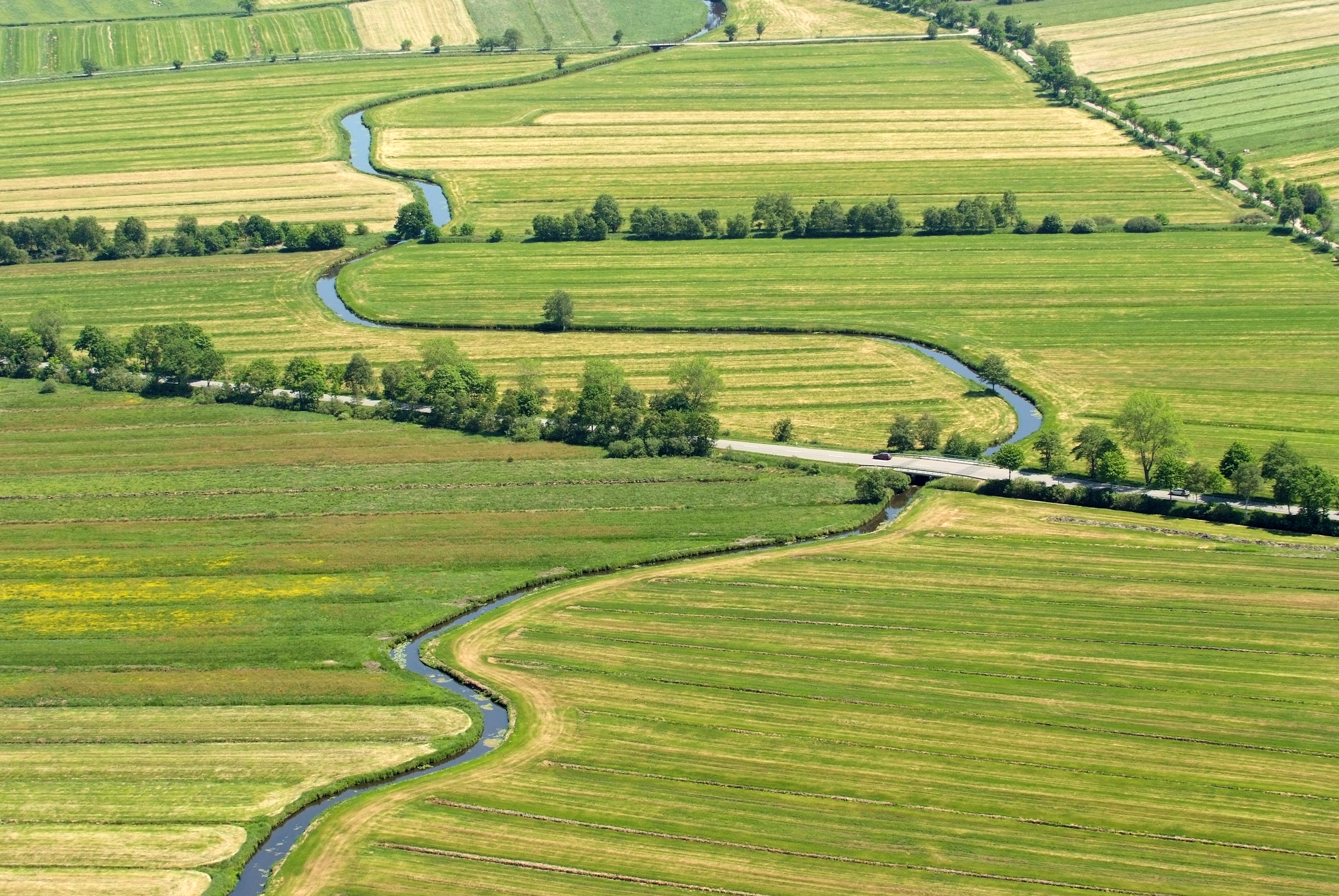
埃默爾克河

埃默爾克河（德語：Emmelke），是德國的河流，位於該國西北部，由下薩克森州負責管轄，屬於梅德姆河的左支流，河道全長15公里，河口處在伊林沃特附近。